# 匈牙利独立人民阵线

匈牙利独立人民阵线标志，绘有匈牙利革命家科苏特·拉约什的头像。

匈牙利独立人民阵线（匈牙利語：Magyar Függetlenségi Népfront）是匈牙利历史上的一个统一战线组织和政党联盟。1949年2月2日，匈牙利独立人民阵线成立，前身是匈牙利民族独立阵线。该组织由匈牙利劳动人民党、独立小地主、农民和公民党、全国农民党、独立匈牙利民主党和匈牙利激进党组成。在1949年匈牙利议会选举中，该组织取得全部议席。同年，除匈牙利劳动人民党外，其成员党均事实上解散。1954年10月22日—24日，该组织改组为爱国人民阵线